# Église Saint-Ursmar d'Eppe-Sauvage
L'église Saint-Ursmar est l'église paroissiale d'Eppe-Sauvage, dans le département du Nord.

## Histoire
Édifiée aux seizième et dix-septième siècles, elle fait l’objet d’une inscription au titre des monuments historiques depuis le 14 avril 1947,.

## Description
Elle possède un clocher en charpente, son soubassement est constitué de pierre calcaire et la maçonnerie de brique.
Elle est composée d'une seule nef sans collatéraux. La nef comporte une voûte d'ogives plate. Les chapelles situées de part et d'autre du chœur sont également voûtées en brique avec des nervures en pierre, ainsi que le chœur qui est éclairé par des fenêtres ogivales.

## Galerie

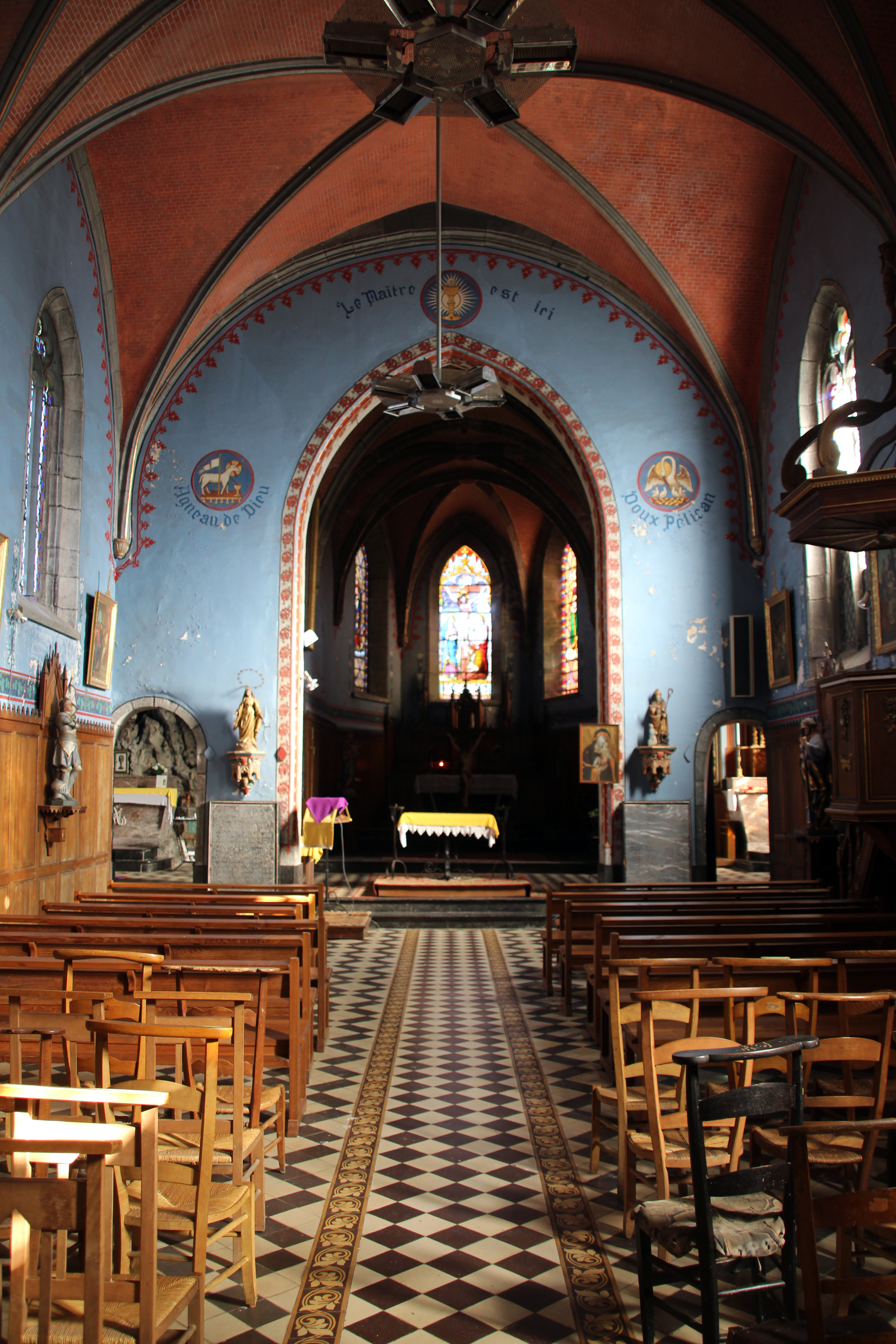
Intérieur, vers le chœur.
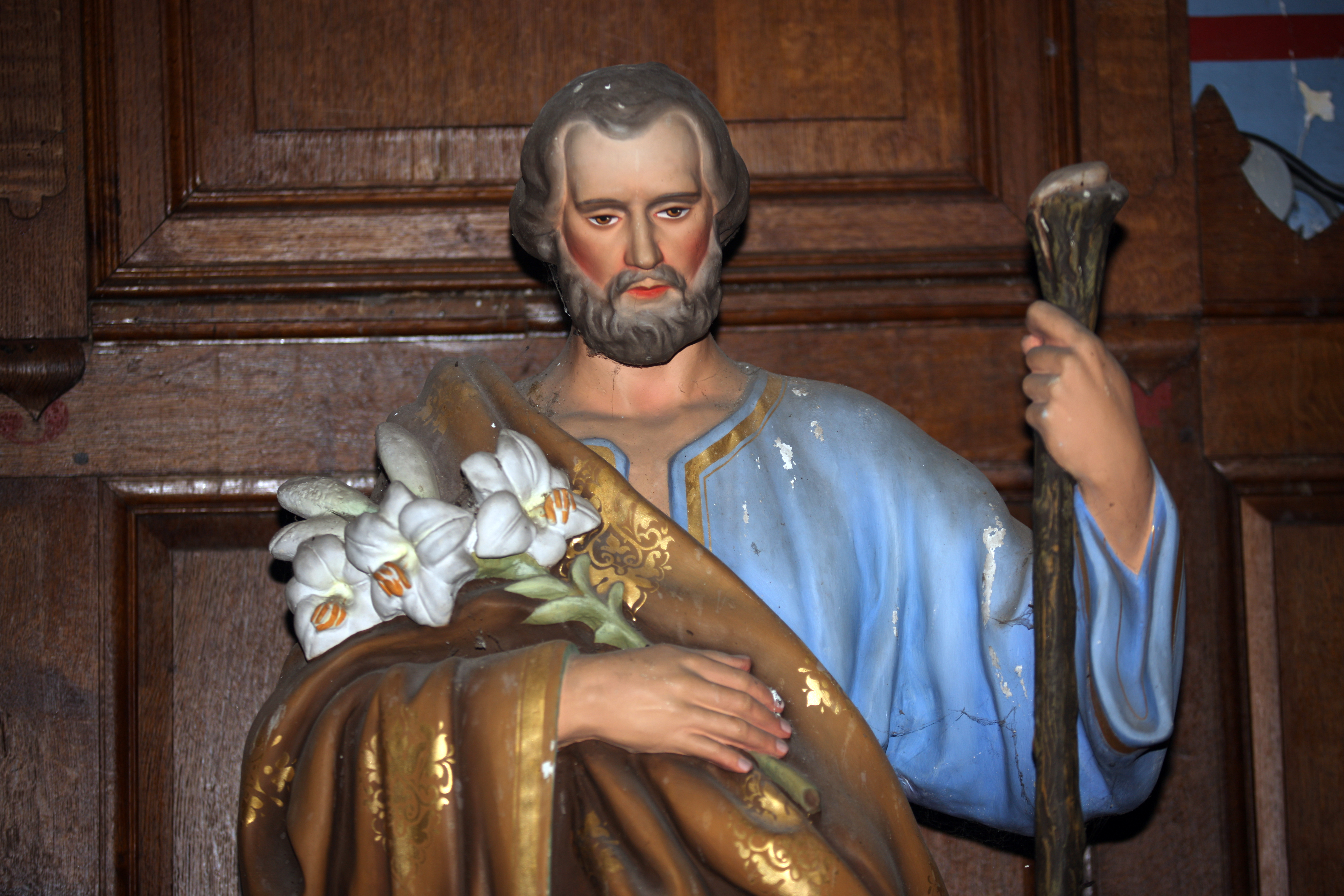
Statuaire.
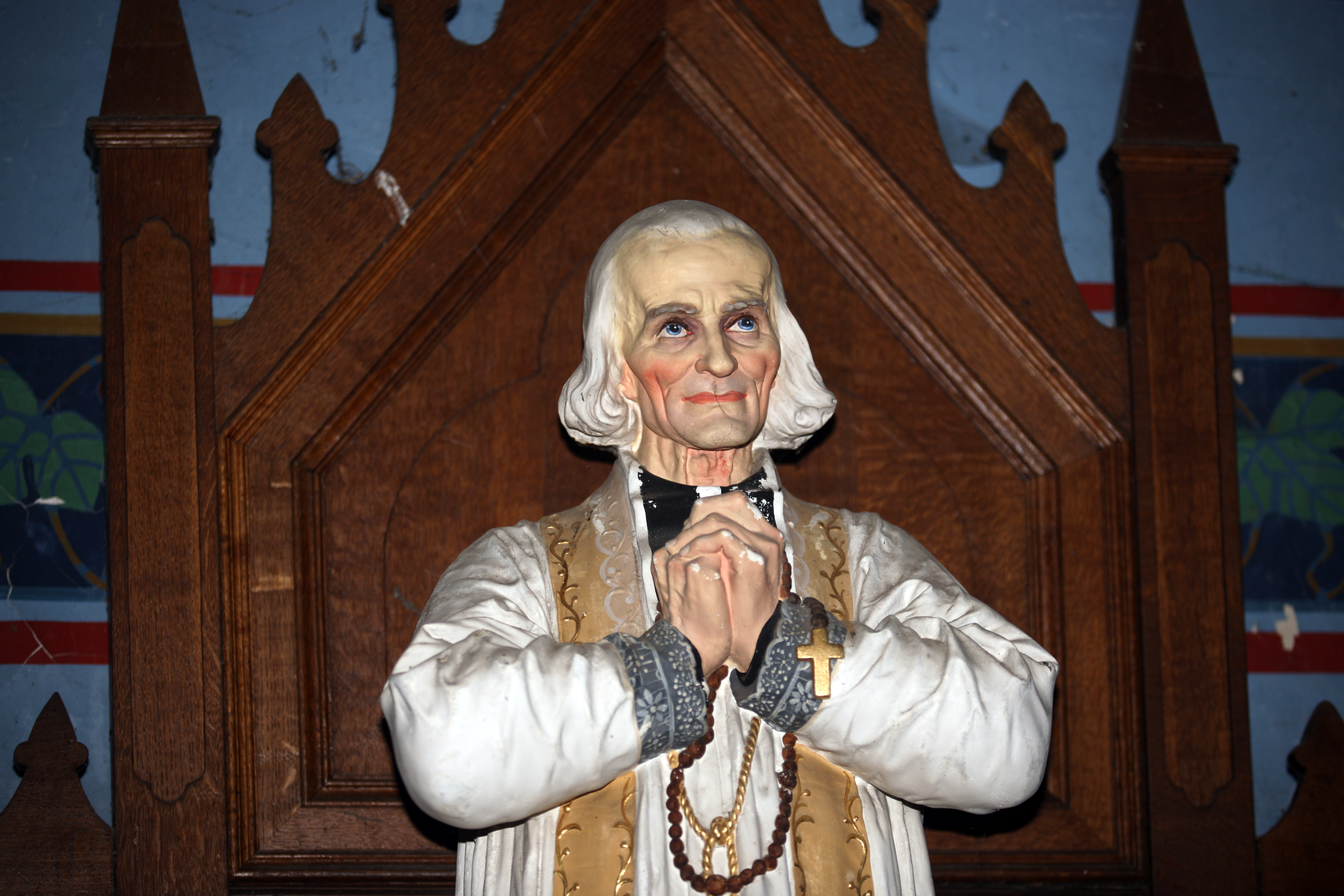
Statuaire.
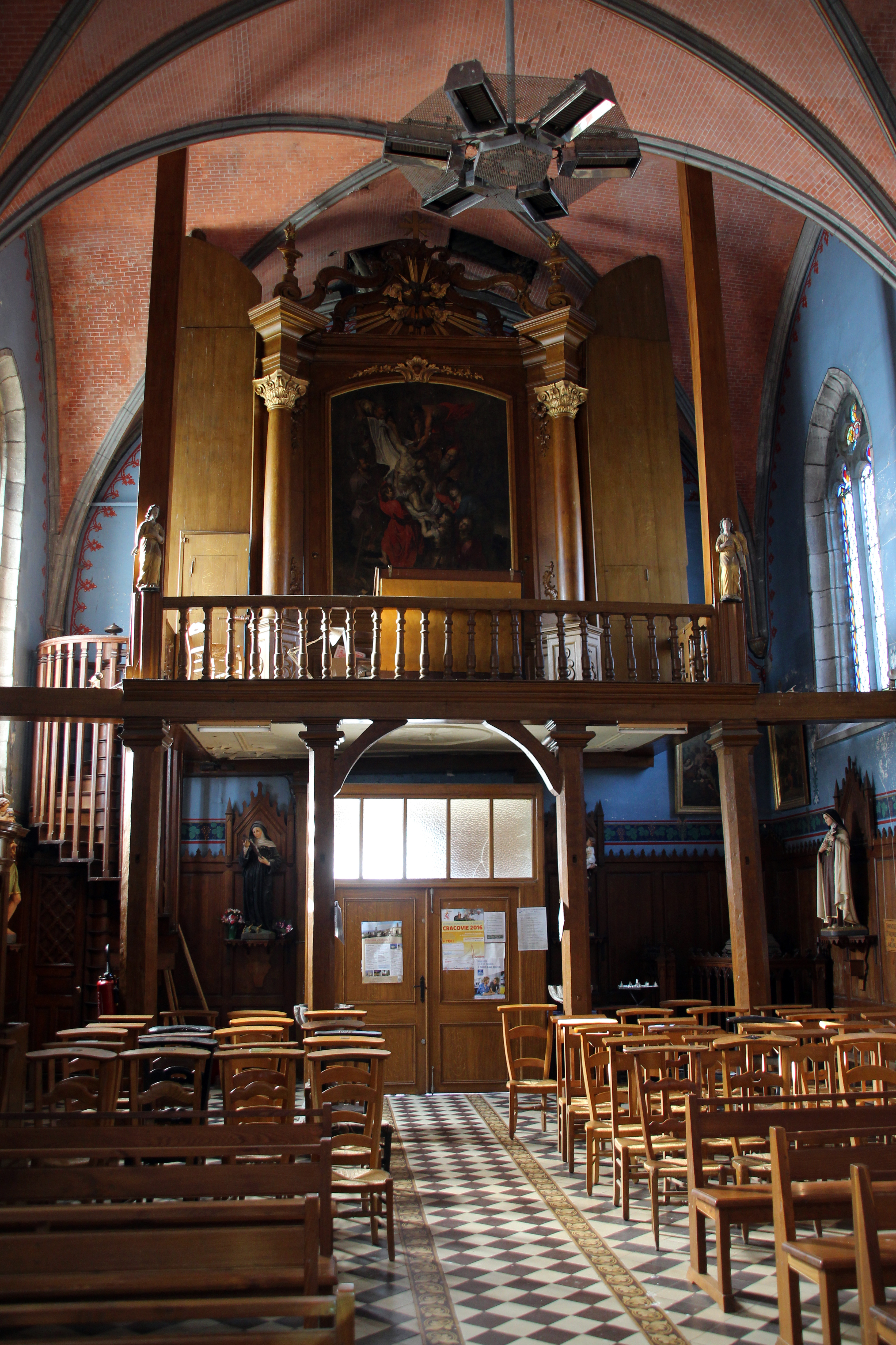
Intérieur, vers l'entrée.